# Transports en commun de Sens
Pour les articles homonymes, voir Intercom (homonymie).
Intercom est le nom du réseau de transports en commun de la ville de Sens et son agglomération.
Intercom est géré par la société Transdev Sénonais, une filiale du groupe Transdev.
Une vingtaine de bus et environ 45 salariés assurent le bon fonctionnement de ce réseau.

## Historique
Jusqu'en 2012, le réseau se nommait AS Réseau, avant d'être rebaptisé Intercom à partir de 2013.

## Le réseau

### Territoire desservi
En 2023, le réseau Intercom dessert l’intégralité des communes de la communauté d'agglomération du Grand Sénonais, soit 28 communes, que ce soit sous la forme de lignes régulières ou en transport à la demande :
- Armeau ;
- Collemiers ;
- Courtois-sur-Yonne ;
- Dixmont ;
- Étigny ;
- Fontaine-la-Gaillarde ;
- Gron ;
- Les Bordes ;
- Maillot ;
- Malay-le-Grand ;
- Malay-le-Petit ;
- Marsangy ;
- Noé ;
- Paron ;
- Passy ;
- Rosoy ;
- Rousson ;
- Saint-Clément ;
- Saint-Denis-lès-Sens ;
- Saint-Martin-du-Tertre ;
- Saligny ;
- Sens ;
- Soucy ;
- Véron ;
- Villeneuve-sur-Yonne ;
- Villiers-Louis ;
- Voisines.

### Les lignes
Le réseau se compose, hors doublage scolaire, de 13 lignes régulières. Celles-ci sont réparties en trois groupes, avec une ligne dite essentielle numérotée 1, qui fonctionne du lundi au samedi avec environ un départ toutes les demi heures, quatre lignes structurantes (3, 4, 10 et V’yBus 1) assurant environ un départ toutes les heures tous les jours (sauf dimanches et jours fériés), et huit lignes de proximité fonctionnant, en partie, sous la forme de transport à la demande (TAD), avec une réservation préalable, du lundi au vendredi.

#### Ligne essentielle
| Ligne | Caractéristiques | Caractéristiques                                                                   | Caractéristiques                                                                   | Caractéristiques                                                                   | Caractéristiques                                                                   | Caractéristiques                                                                   | Caractéristiques                                                                   | Caractéristiques                                                                   | Caractéristiques                                                                   |
| 1     | Sens Centre Commercial Sud ⥋ Paron Collège (Paron Paul Bert sur certaines courses) | Sens Centre Commercial Sud ⥋ Paron Collège (Paron Paul Bert sur certaines courses) | Sens Centre Commercial Sud ⥋ Paron Collège (Paron Paul Bert sur certaines courses) | Sens Centre Commercial Sud ⥋ Paron Collège (Paron Paul Bert sur certaines courses) | Sens Centre Commercial Sud ⥋ Paron Collège (Paron Paul Bert sur certaines courses) | Sens Centre Commercial Sud ⥋ Paron Collège (Paron Paul Bert sur certaines courses) | Sens Centre Commercial Sud ⥋ Paron Collège (Paron Paul Bert sur certaines courses) | Sens Centre Commercial Sud ⥋ Paron Collège (Paron Paul Bert sur certaines courses) | Sens Centre Commercial Sud ⥋ Paron Collège (Paron Paul Bert sur certaines courses) |
| ----- | --- | ---------------------------------------------------------------------------------- | ---------------------------------------------------------------------------------- | ---------------------------------------------------------------------------------- | ---------------------------------------------------------------------------------- | ---------------------------------------------------------------------------------- | ---------------------------------------------------------------------------------- | ---------------------------------------------------------------------------------- | ---------------------------------------------------------------------------------- |
| 1     | Ouverture / Fermeture — / — | Longueur —                                                                         | Durée 33 (46) min                                                                  | Nb. d’arrêts 26 (35)                                                               | Matériel —                                                                         | Jours de fonctionnement L, Ma, Me, J, V, S                                         | Jour / Soir / Nuit / Fêtes O / O / N / —                                           | Voy. / an —                                                                        | Transporteur Sénonais Mobilité                                                     |
| 1     | Desserte : - Ville et lieux desservis : Sens (Centre commercial, hôpital, Lycées Claude Pitou, boulevard Garibaldi, gare SNCF) et Paron (collège André Malraux, cimetière) - Gare desservie : Gare de Sens |                                                                                    |                                                                                    |                                                                                    |                                                                                    |                                                                                    |                                                                                    |                                                                                    |                                                                                    |
| 1     | Autre : - Amplitudes horaires : La ligne fonctionne du lundi au vendredi de 5 h 55 à 21 h 5 environ, et de 7 h 5 à 20 h 10 le samedi. - Arrêts aux normes PMR : Hôpital, Marne, Lycées, CCAS, Place des Héros, Mallarmé, Garibaldi, Jean Moulin, Saint-Maurice, Gare SNCF, Cerisiers, Chauvot de Beauchêne, Paron Collège, Dunant, Rue du Clos et Paul Bert. - Date de dernière mise à jour : 31 juillet 2023. |                                                                                    |                                                                                    |                                                                                    |                                                                                    |                                                                                    |                                                                                    |                                                                                    |                                                                                    |
| 1     | Dernière actualisation : — |                                                                                    |                                                                                    |                                                                                    |                                                                                    |                                                                                    |                                                                                    |                                                                                    |                                                                                    |

#### Lignes structurantes
| Ligne    | Caractéristiques | Caractéristiques                                                   | Caractéristiques                                                   | Caractéristiques                                                   | Caractéristiques                                                   | Caractéristiques                                                   | Caractéristiques                                                   | Caractéristiques                                                   | Caractéristiques                                                   |
| 3        | Sens Garibaldi ⥋ Sens Garibaldi | Sens Garibaldi ⥋ Sens Garibaldi                                    | Sens Garibaldi ⥋ Sens Garibaldi                                    | Sens Garibaldi ⥋ Sens Garibaldi                                    | Sens Garibaldi ⥋ Sens Garibaldi                                    | Sens Garibaldi ⥋ Sens Garibaldi                                    | Sens Garibaldi ⥋ Sens Garibaldi                                    | Sens Garibaldi ⥋ Sens Garibaldi                                    | Sens Garibaldi ⥋ Sens Garibaldi                                    |
| -------- | --- | ------------------------------------------------------------------ | ------------------------------------------------------------------ | ------------------------------------------------------------------ | ------------------------------------------------------------------ | ------------------------------------------------------------------ | ------------------------------------------------------------------ | ------------------------------------------------------------------ | ------------------------------------------------------------------ |
| 3        | Ouverture / Fermeture — / — | Longueur —                                                         | Durée —                                                            | Nb. d’arrêts 27                                                    | Matériel —                                                         | Jours de fonctionnement L, Ma, Me, J, V, S                         | Jour / Soir / Nuit / Fêtes O / O / N / —                           | Voy. / an —                                                        | Transporteur Sénonais Mobilité                                     |
| 3        | Desserte : - Villes desservies : Sens, Saint-Clément * Arrêts : CC Sud • Leclerc • Aristide Briand • Saint-Antoine • Ballastière • La Gaillarde • CC Nord • St-Clément Eglise • De Gaulle • Suzanne Guichard • Courlis • Victor Hugo • Maison de l'Enfance • Clinique • Sainte-Béâte • Saligny • Lycées Claude Pitou • Pôle Emploi • Clemenceau • Marne • 8 mai 1945 • Pierre de Coubertin • Sécurité Sociale • Etoile • Place des Héros • Mallarmé |                                                                    |                                                                    |                                                                    |                                                                    |                                                                    |                                                                    |                                                                    |                                                                    |
| 3        | Autre : Cette ligne est une boucle. |                                                                    |                                                                    |                                                                    |                                                                    |                                                                    |                                                                    |                                                                    |                                                                    |
| 3        | Dernière actualisation : — |                                                                    |                                                                    |                                                                    |                                                                    |                                                                    |                                                                    |                                                                    |                                                                    |
| 4        | Sens Porte de Bourgogne ⥋ Saint-Clément Centre Commercial Nord | Sens Porte de Bourgogne ⥋ Saint-Clément Centre Commercial Nord     | Sens Porte de Bourgogne ⥋ Saint-Clément Centre Commercial Nord     | Sens Porte de Bourgogne ⥋ Saint-Clément Centre Commercial Nord     | Sens Porte de Bourgogne ⥋ Saint-Clément Centre Commercial Nord     | Sens Porte de Bourgogne ⥋ Saint-Clément Centre Commercial Nord     | Sens Porte de Bourgogne ⥋ Saint-Clément Centre Commercial Nord     | Sens Porte de Bourgogne ⥋ Saint-Clément Centre Commercial Nord     | Sens Porte de Bourgogne ⥋ Saint-Clément Centre Commercial Nord     |
| 4        | Ouverture / Fermeture — / — | Longueur —                                                         | Durée —                                                            | Nb. d’arrêts 28                                                    | Matériel —                                                         | Jours de fonctionnement L, Ma, Me, J, V, S                         | Jour / Soir / Nuit / Fêtes O / O / N / —                           | Voy. / an —                                                        | Transporteur Sénonais Mobilité                                     |
| 4        | Desserte : - Villes desservies : Sens, Saint-Clément * Arrêts : Porte de Bourgogne • Jean-Pierre Pincemin • Camping • Sénigallia • Entre 2 vannes • Moulin à Tan • Champbertrand • Hauts Lieux • Liberté • Doumer • Kennedy • Oublettes • René Binet • Hôpital • Pierre de Coubertin • 8 Mai 1945 • Marne • Lycées • Gaillons • Verdun • Chaillots • Mallarmé • Garibaldi • Leclerc • Pompidou • Pôle Santé • Sainte-Colombe • CC Nord              |                                                                    |                                                                    |                                                                    |                                                                    |                                                                    |                                                                    |                                                                    |                                                                    |
| 4        | Autre : |                                                                    |                                                                    |                                                                    |                                                                    |                                                                    |                                                                    |                                                                    |                                                                    |
| 4        | Dernière actualisation : — |                                                                    |                                                                    |                                                                    |                                                                    |                                                                    |                                                                    |                                                                    |                                                                    |
| 10       | Sens Porte de Bourgogne ⥋ Saint-Clément Centre Commercial Nord | Sens Porte de Bourgogne ⥋ Saint-Clément Centre Commercial Nord     | Sens Porte de Bourgogne ⥋ Saint-Clément Centre Commercial Nord     | Sens Porte de Bourgogne ⥋ Saint-Clément Centre Commercial Nord     | Sens Porte de Bourgogne ⥋ Saint-Clément Centre Commercial Nord     | Sens Porte de Bourgogne ⥋ Saint-Clément Centre Commercial Nord     | Sens Porte de Bourgogne ⥋ Saint-Clément Centre Commercial Nord     | Sens Porte de Bourgogne ⥋ Saint-Clément Centre Commercial Nord     | Sens Porte de Bourgogne ⥋ Saint-Clément Centre Commercial Nord     |
| 10       | Ouverture / Fermeture — / — | Longueur —                                                         | Durée —                                                            | Nb. d’arrêts 16                                                    | Matériel —                                                         | Jours de fonctionnement L, Ma, Me, J, V, S                         | Jour / Soir / Nuit / Fêtes O / O / N / —                           | Voy. / an —                                                        | Transporteur Sénonais Mobilité                                     |
| 10       | Desserte : - Villes desservies : Sens, Saint-Clément * Arrêts : Porte de Bourgogne • Jean-Pierre Pincemin • Camping • Entre 2 Vannes • Moulin à Tan • Champbertrand • Hauts Lieux • Liberté • Jean Cousin • Grande Rue • Garibaldi • Leclerc • Pompidou • Pôle Santé • Sainte-Colombe • CC Nord |                                                                    |                                                                    |                                                                    |                                                                    |                                                                    |                                                                    |                                                                    |                                                                    |
| 10       | Autre : |                                                                    |                                                                    |                                                                    |                                                                    |                                                                    |                                                                    |                                                                    |                                                                    |
| 10       | Dernière actualisation : — |                                                                    |                                                                    |                                                                    |                                                                    |                                                                    |                                                                    |                                                                    |                                                                    |
| Vy'bus 1 | Villeneuve-sur-Yonne Sables Rouges ⥋ Villeneuve-sur-YonneSainfoins | Villeneuve-sur-Yonne Sables Rouges ⥋ Villeneuve-sur-YonneSainfoins | Villeneuve-sur-Yonne Sables Rouges ⥋ Villeneuve-sur-YonneSainfoins | Villeneuve-sur-Yonne Sables Rouges ⥋ Villeneuve-sur-YonneSainfoins | Villeneuve-sur-Yonne Sables Rouges ⥋ Villeneuve-sur-YonneSainfoins | Villeneuve-sur-Yonne Sables Rouges ⥋ Villeneuve-sur-YonneSainfoins | Villeneuve-sur-Yonne Sables Rouges ⥋ Villeneuve-sur-YonneSainfoins | Villeneuve-sur-Yonne Sables Rouges ⥋ Villeneuve-sur-YonneSainfoins | Villeneuve-sur-Yonne Sables Rouges ⥋ Villeneuve-sur-YonneSainfoins |
| Vy'bus 1 | Ouverture / Fermeture — / — | Longueur —                                                         | Durée —                                                            | Nb. d’arrêts 10                                                    | Matériel —                                                         | Jours de fonctionnement L, Ma, Me, J, V, S                         | Jour / Soir / Nuit / Fêtes O / O / N / —                           | Voy. / an —                                                        | Transporteur Sénonais Mobilité                                     |
| Vy'bus 1 | Desserte : - Villes desservies : Villeneuve-sur-Yonne * Arrêts : Sables Rouges • Rue de Rousson • Gare SNCF • Saint-Laurent • Place Louis VII • Maire Hôpital • Faubourg Saint Nicolas • Collinghman • Floral • SainFoins |                                                                    |                                                                    |                                                                    |                                                                    |                                                                    |                                                                    |                                                                    |                                                                    |
| Vy'bus 1 | Autre : |                                                                    |                                                                    |                                                                    |                                                                    |                                                                    |                                                                    |                                                                    |                                                                    |
| Vy'bus 1 | Dernière actualisation : — |                                                                    |                                                                    |                                                                    |                                                                    |                                                                    |                                                                    |                                                                    |                                                                    |

#### Lignes de proximité
| Ligne    | Caractéristiques | Caractéristiques                                                | Caractéristiques                                                | Caractéristiques                                                | Caractéristiques                                                | Caractéristiques                                                | Caractéristiques                                                | Caractéristiques                                                | Caractéristiques                                                |
| 2        | Sens Garibaldi ⥋ Malay-le-Petit Route de Genève | Sens Garibaldi ⥋ Malay-le-Petit Route de Genève                 | Sens Garibaldi ⥋ Malay-le-Petit Route de Genève                 | Sens Garibaldi ⥋ Malay-le-Petit Route de Genève                 | Sens Garibaldi ⥋ Malay-le-Petit Route de Genève                 | Sens Garibaldi ⥋ Malay-le-Petit Route de Genève                 | Sens Garibaldi ⥋ Malay-le-Petit Route de Genève                 | Sens Garibaldi ⥋ Malay-le-Petit Route de Genève                 | Sens Garibaldi ⥋ Malay-le-Petit Route de Genève                 |
| -------- | --- | --------------------------------------------------------------- | --------------------------------------------------------------- | --------------------------------------------------------------- | --------------------------------------------------------------- | --------------------------------------------------------------- | --------------------------------------------------------------- | --------------------------------------------------------------- | --------------------------------------------------------------- |
| 2        | Ouverture / Fermeture — / — | Longueur —                                                      | Durée —                                                         | Nb. d’arrêts 18                                                 | Matériel —                                                      | Jours de fonctionnement L, Ma, Me, J, V, S                      | Jour / Soir / Nuit / Fêtes O / O / N / —                        | Voy. / an —                                                     | Transporteur Sénonais Mobilité                                  |
| 2        | Desserte : - Villes desservies : Sens, Malay-le-Grand, Malay-le-Petit * Arrêts : Garibaldi • Mallarmé • Place des Héros • CCAS • Lycées • Marne • 8 mai 1945 • Pierre de Coubertin • Hôpital • Champs Plaisants • Charmilles • CC Sud • ZA des Bas Musats • Glycines • Place de Sens • Eglise • Pasteur • Route de Genève |                                                                 |                                                                 |                                                                 |                                                                 |                                                                 |                                                                 |                                                                 |                                                                 |
| 2        | Autre : |                                                                 |                                                                 |                                                                 |                                                                 |                                                                 |                                                                 |                                                                 |                                                                 |
| 2        | Dernière actualisation : — |                                                                 |                                                                 |                                                                 |                                                                 |                                                                 |                                                                 |                                                                 |                                                                 |
| 5        | Sens Zone Industrielle ⥋ Saint-Martin-du-Tertre Louise Michel | Sens Zone Industrielle ⥋ Saint-Martin-du-Tertre Louise Michel   | Sens Zone Industrielle ⥋ Saint-Martin-du-Tertre Louise Michel   | Sens Zone Industrielle ⥋ Saint-Martin-du-Tertre Louise Michel   | Sens Zone Industrielle ⥋ Saint-Martin-du-Tertre Louise Michel   | Sens Zone Industrielle ⥋ Saint-Martin-du-Tertre Louise Michel   | Sens Zone Industrielle ⥋ Saint-Martin-du-Tertre Louise Michel   | Sens Zone Industrielle ⥋ Saint-Martin-du-Tertre Louise Michel   | Sens Zone Industrielle ⥋ Saint-Martin-du-Tertre Louise Michel   |
| 5        | Ouverture / Fermeture — / — | Longueur —                                                      | Durée —                                                         | Nb. d’arrêts 25                                                 | Matériel —                                                      | Jours de fonctionnement L, Ma, Me, J, V, S                      | Jour / Soir / Nuit / Fêtes O / O / N / —                        | Voy. / an —                                                     | Transporteur Sénonais Mobilité                                  |
| 5        | Desserte : - Villes desservies : Sens, Paron, Saint-Martin-du-Tertre * Arrêts : Zone industrielle • Les Clérimois • Vauguillettes • Vaugguillettes 2 • Sancey • Lycées • CCAS • Etoile • Place des Héros • Mallarmé • Garibaldi • Jean Moulin • Saint-Maurice • Vauban ou Zola • Gare SNCF • La Cordellerie • CC Ouest • Voulx • Saint-Martin Colonnes • Saint-Martin Midi • Jules Ferry • Chaudron • Caves • Grande Rue • Louise Michel |                                                                 |                                                                 |                                                                 |                                                                 |                                                                 |                                                                 |                                                                 |                                                                 |
| 5        | Autre : |                                                                 |                                                                 |                                                                 |                                                                 |                                                                 |                                                                 |                                                                 |                                                                 |
| 5        | Dernière actualisation : — |                                                                 |                                                                 |                                                                 |                                                                 |                                                                 |                                                                 |                                                                 |                                                                 |
| 6        | Paron Collège ⥋ Gron Les Epenards | Paron Collège ⥋ Gron Les Epenards                               | Paron Collège ⥋ Gron Les Epenards                               | Paron Collège ⥋ Gron Les Epenards                               | Paron Collège ⥋ Gron Les Epenards                               | Paron Collège ⥋ Gron Les Epenards                               | Paron Collège ⥋ Gron Les Epenards                               | Paron Collège ⥋ Gron Les Epenards                               | Paron Collège ⥋ Gron Les Epenards                               |
| 6        | Ouverture / Fermeture — / — | Longueur —                                                      | Durée —                                                         | Nb. d’arrêts 11                                                 | Matériel —                                                      | Jours de fonctionnement L, Ma, Me, J, V, S                      | Jour / Soir / Nuit / Fêtes O / O / N / —                        | Voy. / an —                                                     | Transporteur Sénonais Mobilité                                  |
| 6        | Desserte : - Villes desservies : Gron, Paron * Arrêts : Les Epenards • La Croix Jacquelin • Le Caron • Gron Damiettes • Gron Centre • Pôle Commercial • Gron Mairie • Salle Polyvalente • Route de Sens • Complexe R.Treillé • Paron Collège |                                                                 |                                                                 |                                                                 |                                                                 |                                                                 |                                                                 |                                                                 |                                                                 |
| 6        | Autre : |                                                                 |                                                                 |                                                                 |                                                                 |                                                                 |                                                                 |                                                                 |                                                                 |
| 6        | Dernière actualisation : — |                                                                 |                                                                 |                                                                 |                                                                 |                                                                 |                                                                 |                                                                 |                                                                 |
| 7        | Paron Collège ⥋ Courtois-sur-Yonne Les Bordes | Paron Collège ⥋ Courtois-sur-Yonne Les Bordes                   | Paron Collège ⥋ Courtois-sur-Yonne Les Bordes                   | Paron Collège ⥋ Courtois-sur-Yonne Les Bordes                   | Paron Collège ⥋ Courtois-sur-Yonne Les Bordes                   | Paron Collège ⥋ Courtois-sur-Yonne Les Bordes                   | Paron Collège ⥋ Courtois-sur-Yonne Les Bordes                   | Paron Collège ⥋ Courtois-sur-Yonne Les Bordes                   | Paron Collège ⥋ Courtois-sur-Yonne Les Bordes                   |
| 7        | Ouverture / Fermeture — / — | Longueur —                                                      | Durée —                                                         | Nb. d’arrêts 14                                                 | Matériel —                                                      | Jours de fonctionnement L, Ma, Me, J, V, S                      | Jour / Soir / Nuit / Fêtes O / O / N / —                        | Voy. / an —                                                     | Transporteur Sénonais Mobilité                                  |
| 7        | Desserte : - Villes desservies : Sens, Paron, Courtois-sur-Yonne * Arrêts : Paron Collège • Complexe R.Treillé • Château d'Eau • Calmette • Les Gallots • Les Fleuris • Les Puits • Patton • La Cordellerie • CC Ouest • Voulx • La Fontaine • Courtois Ecole • Les Bordes |                                                                 |                                                                 |                                                                 |                                                                 |                                                                 |                                                                 |                                                                 |                                                                 |
| 7        | Autre : |                                                                 |                                                                 |                                                                 |                                                                 |                                                                 |                                                                 |                                                                 |                                                                 |
| 7        | Dernière actualisation : — |                                                                 |                                                                 |                                                                 |                                                                 |                                                                 |                                                                 |                                                                 |                                                                 |
| 8        | Sens Garibaldi ⥋ RosoyMairie | Sens Garibaldi ⥋ RosoyMairie                                    | Sens Garibaldi ⥋ RosoyMairie                                    | Sens Garibaldi ⥋ RosoyMairie                                    | Sens Garibaldi ⥋ RosoyMairie                                    | Sens Garibaldi ⥋ RosoyMairie                                    | Sens Garibaldi ⥋ RosoyMairie                                    | Sens Garibaldi ⥋ RosoyMairie                                    | Sens Garibaldi ⥋ RosoyMairie                                    |
| 8        | Ouverture / Fermeture — / — | Longueur —                                                      | Durée —                                                         | Nb. d’arrêts 20                                                 | Matériel —                                                      | Jours de fonctionnement L, Ma, Me, J, V, S                      | Jour / Soir / Nuit / Fêtes O / O / N / —                        | Voy. / an —                                                     | Transporteur Sénonais Mobilité                                  |
| 8        | Desserte : - Villes desservies : Sens, Maillot, Rosoy * Arrêts : Garibaldi • Mallarmé • Place des Héros • Etoile • CCAS • Lycées • Marne • 8 mai 1945 • Pierre de Coubertin • Hôpital • Champs Plaisants • Charmilles • CC Sud • Moulins • Grande Rue • Mésanges • Saint-Marc • Le Stade • Porte de Bourgogne • Mairie |                                                                 |                                                                 |                                                                 |                                                                 |                                                                 |                                                                 |                                                                 |                                                                 |
| 8        | Autre : |                                                                 |                                                                 |                                                                 |                                                                 |                                                                 |                                                                 |                                                                 |                                                                 |
| 8        | Dernière actualisation : — |                                                                 |                                                                 |                                                                 |                                                                 |                                                                 |                                                                 |                                                                 |                                                                 |
| 9        | Sens Champs Plaisants ⥋ Gron Les Epenards | Sens Champs Plaisants ⥋ Gron Les Epenards                       | Sens Champs Plaisants ⥋ Gron Les Epenards                       | Sens Champs Plaisants ⥋ Gron Les Epenards                       | Sens Champs Plaisants ⥋ Gron Les Epenards                       | Sens Champs Plaisants ⥋ Gron Les Epenards                       | Sens Champs Plaisants ⥋ Gron Les Epenards                       | Sens Champs Plaisants ⥋ Gron Les Epenards                       | Sens Champs Plaisants ⥋ Gron Les Epenards                       |
| 9        | Ouverture / Fermeture — / — | Longueur —                                                      | Durée —                                                         | Nb. d’arrêts 16                                                 | Matériel —                                                      | Jours de fonctionnement L, Ma, Me, J, V, S                      | Jour / Soir / Nuit / Fêtes O / O / N / —                        | Voy. / an —                                                     | Transporteur Sénonais Mobilité                                  |
| 9        | Desserte : - Villes desservies : Sens, Gron, Paron * Arrêts : Champs Plaisants • Pierre de Coubertin • 8 mai • Marne • Lycées • CCAS • Etoile • Place des Héros • Bibliothèque • Jean Cousin • Cours Tarbé • St-Maurice • Zola ou Vauban • Gare SNCF • La Paix • Mairie |                                                                 |                                                                 |                                                                 |                                                                 |                                                                 |                                                                 |                                                                 |                                                                 |
| 9        | Autre : |                                                                 |                                                                 |                                                                 |                                                                 |                                                                 |                                                                 |                                                                 |                                                                 |
| 9        | Dernière actualisation : — |                                                                 |                                                                 |                                                                 |                                                                 |                                                                 |                                                                 |                                                                 |                                                                 |
| 14       | Sens Mallarmé ⥋ Voisines Le Ruy | Sens Mallarmé ⥋ Voisines Le Ruy                                 | Sens Mallarmé ⥋ Voisines Le Ruy                                 | Sens Mallarmé ⥋ Voisines Le Ruy                                 | Sens Mallarmé ⥋ Voisines Le Ruy                                 | Sens Mallarmé ⥋ Voisines Le Ruy                                 | Sens Mallarmé ⥋ Voisines Le Ruy                                 | Sens Mallarmé ⥋ Voisines Le Ruy                                 | Sens Mallarmé ⥋ Voisines Le Ruy                                 |
| 14       | Ouverture / Fermeture — / — | Longueur —                                                      | Durée —                                                         | Nb. d’arrêts 13                                                 | Matériel —                                                      | Jours de fonctionnement L, Ma, Me, J, V, S                      | Jour / Soir / Nuit / Fêtes O / O / N / —                        | Voy. / an —                                                     | Transporteur Sénonais Mobilité                                  |
| 14       | Desserte : - Villes desservies : Sens, Voisines, Saligny, Fontaine-la-Gaillarde * Arrêts : Mallarmé • Place des Héros • Etoile • Champs Plaisants • Lycées • Saligny Mairie • Ménardes • Marais • Eglise • Mairie • Les Hautes Bergeries • Les Basses Bergeries • Le Ruy |                                                                 |                                                                 |                                                                 |                                                                 |                                                                 |                                                                 |                                                                 |                                                                 |
| 14       | Autre : |                                                                 |                                                                 |                                                                 |                                                                 |                                                                 |                                                                 |                                                                 |                                                                 |
| 14       | Dernière actualisation : — |                                                                 |                                                                 |                                                                 |                                                                 |                                                                 |                                                                 |                                                                 |                                                                 |
| 15       | Sens Lycées ⥋ Saint-Denis-lès-Sens Granchettes | Sens Lycées ⥋ Saint-Denis-lès-Sens Granchettes                  | Sens Lycées ⥋ Saint-Denis-lès-Sens Granchettes                  | Sens Lycées ⥋ Saint-Denis-lès-Sens Granchettes                  | Sens Lycées ⥋ Saint-Denis-lès-Sens Granchettes                  | Sens Lycées ⥋ Saint-Denis-lès-Sens Granchettes                  | Sens Lycées ⥋ Saint-Denis-lès-Sens Granchettes                  | Sens Lycées ⥋ Saint-Denis-lès-Sens Granchettes                  | Sens Lycées ⥋ Saint-Denis-lès-Sens Granchettes                  |
| 15       | Ouverture / Fermeture — / — | Longueur —                                                      | Durée —                                                         | Nb. d’arrêts 8                                                  | Matériel —                                                      | Jours de fonctionnement L, Ma, Me, J, V, S                      | Jour / Soir / Nuit / Fêtes O / O / N / —                        | Voy. / an —                                                     | Transporteur Sénonais Mobilité                                  |
| 15       | Desserte : - Villes desservies : Sens, Saint-Clément, Saint-Denis-lès-Sens * Arrêts : Lycées • Champs Plaisants • Mallarmé • Garibaldi • Sainte-Colombe • Fontaine d'Azon • St-Denis-Lès-Sens Mairie • Granchette |                                                                 |                                                                 |                                                                 |                                                                 |                                                                 |                                                                 |                                                                 |                                                                 |
| 15       | Autre : |                                                                 |                                                                 |                                                                 |                                                                 |                                                                 |                                                                 |                                                                 |                                                                 |
| 15       | Dernière actualisation : — |                                                                 |                                                                 |                                                                 |                                                                 |                                                                 |                                                                 |                                                                 |                                                                 |
| Vy'Bus 2 | Villeneuve-sur-Yonne Sainfoins ⥋ Villeneuve-sur-Yonne Sainfoins | Villeneuve-sur-Yonne Sainfoins ⥋ Villeneuve-sur-Yonne Sainfoins | Villeneuve-sur-Yonne Sainfoins ⥋ Villeneuve-sur-Yonne Sainfoins | Villeneuve-sur-Yonne Sainfoins ⥋ Villeneuve-sur-Yonne Sainfoins | Villeneuve-sur-Yonne Sainfoins ⥋ Villeneuve-sur-Yonne Sainfoins | Villeneuve-sur-Yonne Sainfoins ⥋ Villeneuve-sur-Yonne Sainfoins | Villeneuve-sur-Yonne Sainfoins ⥋ Villeneuve-sur-Yonne Sainfoins | Villeneuve-sur-Yonne Sainfoins ⥋ Villeneuve-sur-Yonne Sainfoins | Villeneuve-sur-Yonne Sainfoins ⥋ Villeneuve-sur-Yonne Sainfoins |
| Vy'Bus 2 | Ouverture / Fermeture — / — | Longueur —                                                      | Durée —                                                         | Nb. d’arrêts 20                                                 | Matériel —                                                      | Jours de fonctionnement L, Ma, Me, J, V, S                      | Jour / Soir / Nuit / Fêtes O / O / N / —                        | Voy. / an —                                                     | Transporteur Sénonais Mobilité                                  |
| Vy'Bus 2 | Desserte : - Villes desservies : Villeneuve-sur-Yonne * Arrêts : Sainfoins • Floral • Collingham • Faubourg St-Nicolas • Grosse Pierre • Collège • Rue du Puits d'Amour • Route de Beaudemont • Tennis • Porte de Joigny • Rue Pasteur • 8 mai 1945 • Av. Général de Gaulle • Porte de Joigny • Pl. Louis VII • Mairie Hôpital • Faubourg St-Nicolas Faubourg St-Nicolas Collingham • Floral • Sainfoins                                 |                                                                 |                                                                 |                                                                 |                                                                 |                                                                 |                                                                 |                                                                 |                                                                 |
| Vy'Bus 2 | Autre : |                                                                 |                                                                 |                                                                 |                                                                 |                                                                 |                                                                 |                                                                 |                                                                 |
| Vy'Bus 2 | Dernière actualisation : — |                                                                 |                                                                 |                                                                 |                                                                 |                                                                 |                                                                 |                                                                 |                                                                 |

## Identité visuelle

### Logo

Logo du réseau depuis 2013.

## Exploitation

### Matériel roulant
Les véhicules suivants sont utilisés :
- Fiat Ducato (Cartobus)
- GX327
- GX337
- GX127
- GX137
- Citelis 12
- Volvo 7700
- Sprinter C65 (Ligne 10 et Vy'bus 1&2)

## Tarifs

### Tickets
Les voyages sont gratuits pour les enfants de moins de 5 ans.
Le ticket unitaire est au prix de 1€40. Des carnets de 10 tickets sont également vendus pour 10€, 7€40 pour les seniors.

### Abonnements
| Type d'abonnement | Tranche d'âge                                           | Prix                             |
| ----------------- | ------------------------------------------------------- | -------------------------------- |
| Mensuel           | - Moins de 26 ans - Entre 26 et 65 ans - Plus de 65 ans | - 15,60 € - 24,00 € - 20,20 €    |
| Annuel            | - Moins de 26 ans - Entre 26 et 65 ans - Plus de 65 ans | - 141,00 € - 240,00 € - 202,00 € |

| Type d'abonnement | Niveau scolaire | Zone et villes desservies | Prix     |
| ----------------- | --------------- | --- | -------- |
| Annuel            | Primaire        | Toute la Communauté d'Agglomération du Grand Sénonais | 90,00 €  |
| Annuel            | Collège/Lycée   | Zone 1 : - Courtois-sur-Yonne - Gron - Maillot - Malay-le-Grand - Rosoy - Paron - Saint-Clément - Saint-Martin-du-Tertre - Sens | 139,00 € |
| Annuel            | Collège/Lycée   | Zone 2 : - Armeau - Collemiers - Diximont - Fontaine-La-Gaillarde - Etigny - Les Bordes - Malay-le-Petit - Marsangy - Noé - Passy - Rousson - Saint-Denis-Lès-Sens - Saligny - Soucy - Villeneuve-sur-Yonne - Véron - Villiers-Louis - Voisines | 120,00 € |

### Points de vente
- L'espace Mobilités Intercom de Sens (11 Boulevard des Garibaldi)
- Le site internet pour les abonnements
- Auprès des chauffeurs pour les tickets unitaires
- Dans un des dépositaires Intercom

## Accessibilité
De nombreux arrêts sont accessibles aux personnes à mobilité réduite, notamment les arrêts les plus fréquentés.